# Woestijnvaders
De woestijnvaders waren kluizenaars of Heremieten die vanaf de 3e eeuw leefden in de woestijn van Egypte, voornamelijk in de Sketis en Wadi Natroen. Zij worden wel beschouwd als de eerste christelijke heremieten, en dus ook de eerste christelijke monniken. Zij verlieten de antieke steden met hun heidense cultuur om in de woestijn de eenzaamheid op te zoeken.

## Oorsprong in de christenvervolgingen
De eerste christelijke woestijnbewoners ontvluchtten de chaos en de christenvervolgingen van de zogenaamde Crisis van de derde eeuw. De christenen werden in die periode niet zelden als zondebok gebruikt voor de vele problemen in het Romeinse Rijk, wat uiteindelijk uitliep op de meest wrede, uitgebreide en systematische christenvervolging in het rijk, die van Diocletianus. In Egypte vormden zich daarop gemeenschappen van christelijke vluchtelingen aan de randen van de bewoonde wereld, voldoende afgelegen om te ontsnappen aan de keizerlijke razzia's.

## Van vluchtelingen tot monniken
In 313 werd het christendom in Egypte een legale godsdienst door het Edict van Milaan, waarmee Constantijn de Grote een einde maakte aan de christenvervolgingen in heel het Romeinse Rijk. Toch bleven kleine groepjes christenen, meestal jonge mannen, in de woestijn leven. Zij werden daartoe aangetrokken omdat de eenzaamheid en de ontberingen daarvan in hun ogen ideale omstandigheden boden om, ver van het wereldse lawaai en de prikkels van aardse geneugten, zich geheel op God te richten door middel van bidden, vasten en meditatie. Zij volgden zodoende het voorbeeld van Christus, die zich, na zijn doop in de Jordaan, veertig dagen terugtrok in de woestijn om te bidden en te vasten. Ook zagen zij Johannes de Doper, die met enige fantasie als de eerste woestijnmonnik beschouwd zou kunnen worden, als een voorbeeld.
Gedurende de 4e eeuw oefenden de kleine kluizenaarsgemeenschapjes in de woestijnen rond de Egyptische steden een grote aantrekkingskracht uit op godzoekers uit de hele wereld. Naarmate hun leefstijl vastere vormen begon aan te nemen, werden zij meer en meer beschouwd als wijze en heilige geestelijke meesters en leraars. Aanvankelijk volgde iedere kluizenaar een min of meer eigen spiritueel programma. De basis werd vaak ontleend aan de andere monniken, maar toch ontwikkelde eenieder zijn eigen (soms zeer bijzondere) praktijk. Later werd er, onder andere door Antonius van Egypte, Pachomius en Evagrius van Pontus een meer gestructureerde benadering van het leven in de woestijn ontwikkeld. Ook werd er een (zeer sobere) vorm van gemeenschapsleven ontwikkeld, voornamelijk voor wat betreft het samen eten en bidden. Hieruit ontwikkelde zich op den duur het gemeenschappelijke kloosterleven (oftewel cenobitische kloosterleven, van het Griekse koino bio, "samen leven"), waaraan vooral Pachomius belangrijk heeft bijgedragen. Veel monniken die een deel van hun leven in de Egyptische woestijn hadden doorgebracht, werden later belangrijke figuren in de Kerk en de samenleving van de vierde en vijfde eeuw. Onder hen zijn bijvoorbeeld Athanasius van Alexandrië, Johannes Chrysostomus en Johannes Cassianus. Door het werk van Johannes Cassianus en Augustinus van Hippo kreeg de spiritualiteit van de woestijnvaders een belangrijke invloed op zowel de Kerk van het westen als de Kerk van het oosten.

## Leer
De leer van de woestijnvaders ligt ten grondslag aan het model dat in de christelijke spiritualiteit nog steeds het meest wordt gebruikt voor de ontwikkelingsgang van de ziel. Daarbij worden drie stadia onderscheiden, de zuivering, de verlichting en uiteindelijk de vereniging of eenwording met God. De leer van de woestijnvaders is er nooit op gericht geweest om een speculatief theologisch systeem te ontwikkelen, maar was steeds puur op de praktijk gericht. Er waren simpelweg geestelijke vaders, ook wel 'ouden' of 'schone grijsaarden' genoemd, wier kernachtige uitspraken werden doorverteld en uiteindelijk ook opgeschreven en gebundeld in verzamelingen, die de Apophthegmata Patrum worden genoemd. Ook toen Johannes Cassianus, en vooral Evagrius van Pontus, pogingen waagden om de leer van de vaders enigszins systematiserend te beschrijven, deden zij dat vooral met het oog op de praktijk.

### Deugden, hartstochten en demonen
Zoals Plato wordt de ziel door de woestijnvaders gezien als een samenstelling van een rationeel en een irrationeel deel. In haar natuurlijke toestand wordt de ziel bestuurd door het rationele deel. Door het verval van de schepping na de zondeval en door de bekoringen van de demonen wordt het irrationele deel, dat onder andere de drift en de verlangens bevat, gegrepen door hartstochten die het rationele deel de controle laten verliezen en de mens verleiden tot zonde. Als de zonde vervolgens een gewoonte wordt, spreekt men van een ondeugd. Evagrius beschrijft in dit verband acht slechte gedachten, die bestreden moeten worden door het oefenen van de deugden.
Het verwerven van de deugden is geen doel op zichzelf, maar maakt de mens in staat tot een relatie met God. Van alle deugden is de liefde de grootste, en die wordt als waardevoller beschouwd dan alle andere waarden. Daarbij gaat het niet om een sentiment, maar om de broederlijke naastenliefde, naar het evangelievers: Bemint uw naaste als uzelf. Zonder liefde verliezen de geestelijke oefeningen elke betekenis. Dat de naastenliefde een moeilijke en grote taak is, wordt nergens onder stoelen of banken gestoken. De woestijnvaders waren er zich wel van bewust dat het moeilijk is om de naaste te beminnen, en dat dat zelfs een soort "dood van het zelf" vereist.

## Dagelijks leven
Het leven van de woestijnvaders legde de basis voor het principe dat later vooral bekend werd vanuit de Benedictijnse traditie. Het was een leven van bidden en werken. De Apoftegmata beginnen zelfs met een verhaal over de meest beroemde van de woestijnvaders, Antonius van Egypte, dat precies daarover gaat.

 De heilige Antonius geraakte eens, toen hij in de woestijn zat, in de geestelijke verveling, en zijn gedachten raakten zeer verduisterd. Hij zei tegen God: ‘Heer, ik wil worden gered, maar de gedachten laten mij niet met rust. Wat moet ik, in mijn benauwenis, doen? Hoe kan ik gered worden?’ Na een poosje stond hij op en liep de vrije natuur in. Daar zag Antonius iemand die – naar het hem toescheen – het ene moment neerzat en werkte, dan weer van zijn arbeid opstond en bad, en dan weer ging zitten om aan zijn touw te vlechten. Daarna stond hij weer op om te bidden. Het was echter een engel van de Heer, die gezonden was om Antonius te verbeteren en vertrouwen te geven. En hij hoorde de engel zeggen: ‘Doe het zo, en je zal worden gered!’ Hij was echter, toen hij dit hoorde, vol vreugde en moed, en hij deed het inderdaad zo, en werd gered.

De levens van de woestijnvaders waren doordrenkt met de Heilige Schrift. Gedurende de week reciteerden zij psalmen terwijl zij werkten (meestal vlochten zij manden), en op zondag vierden zij gezamenlijk de liturgie. Voor hen betekende meditatie vooral het hardop reciteren van de schrift.
Ondanks gezamenlijke activiteiten bleef de eenzaamheid van de eigen cel voor de woestijnvaders van levensbelang. In dat verband is een uitspraak van Abba Mozes beroemd geworden:

Blijf in uw cel, en uw cel zal u alles leren

## Belangrijke teksten
- Apoftegmata Patrum (Engelse vertaling: The Sayings of the Desert Fathers, vertaald door Benedicta Ward)
- Historia Monachorum in Aegypto (Engelse vertaling: The Lives of the Desert Fathers, vertaald door Norman Russell)
- The Historia Lausiaca door Palladius
- Het leven van Antonius van Egypte door Athanasius van Alexandrië
- Filokalia, een verzameling van teksten